# Мауро Морассі
Мауро Морассі (італ. Mauro Morassi, Тренто, Італія, 1925 — Замбія, 1966) — італійський кінорежисер і сценарист.

## Біографія
Морассі працював асистентом режисера у декількох фільмах, таких як: «Тото, Пеппіно і розпусниця» (1956) і «Банда чесних» (1958). Став режисером у чотирьох фільмах.
Він був також сценаристом фільму «Мамині хлопчики» (1957). Морассі працював з такими особистостями як: Адріано Челентано, Бад Спенсер, Теренс Хілл і Енніо Морріконе.
Морассі загинув в автомобільній аварії в Замбії на шляху до Танзанії.

## Фільмографія
- Мамині хлопчики (1957)
- Музичний автомат кричить про любов (1959)
- Чоловіки в небезпеці (1960)
- Успіх (1963)